# Klaus Backmund
Klaus Backmund (* 22. Mai 1929 in München; † 20. Februar 2020 ebenda) war ein deutscher Bildhauer.
Klaus Backmund studierte Bildhauerei bei Josef Henselmann an der Akademie der Bildenden Künste München sowie an der École des Beaux-Arts in Paris. Er schuf u. a. zahlreiche Werke christlicher Kunst, z. B. den Heiligen Korbinian mit dem Bären, Bronzeguss 1989, vor der Maxburg und „Daniel in der Löwengrube“ aus dem Jahre 1972, der z. Zt. in der Nymphenburger Straße 1 im Münchner Stadtteil Maxvorstadt steht.
Im Jahre 2016 wurde Max Backmund mit dem Schwabinger Kunstpreis ausgezeichnet.
Seine Grabstätte befindet sich auf dem Münchner Nordfriedhof.

## Werke (Auswahl)

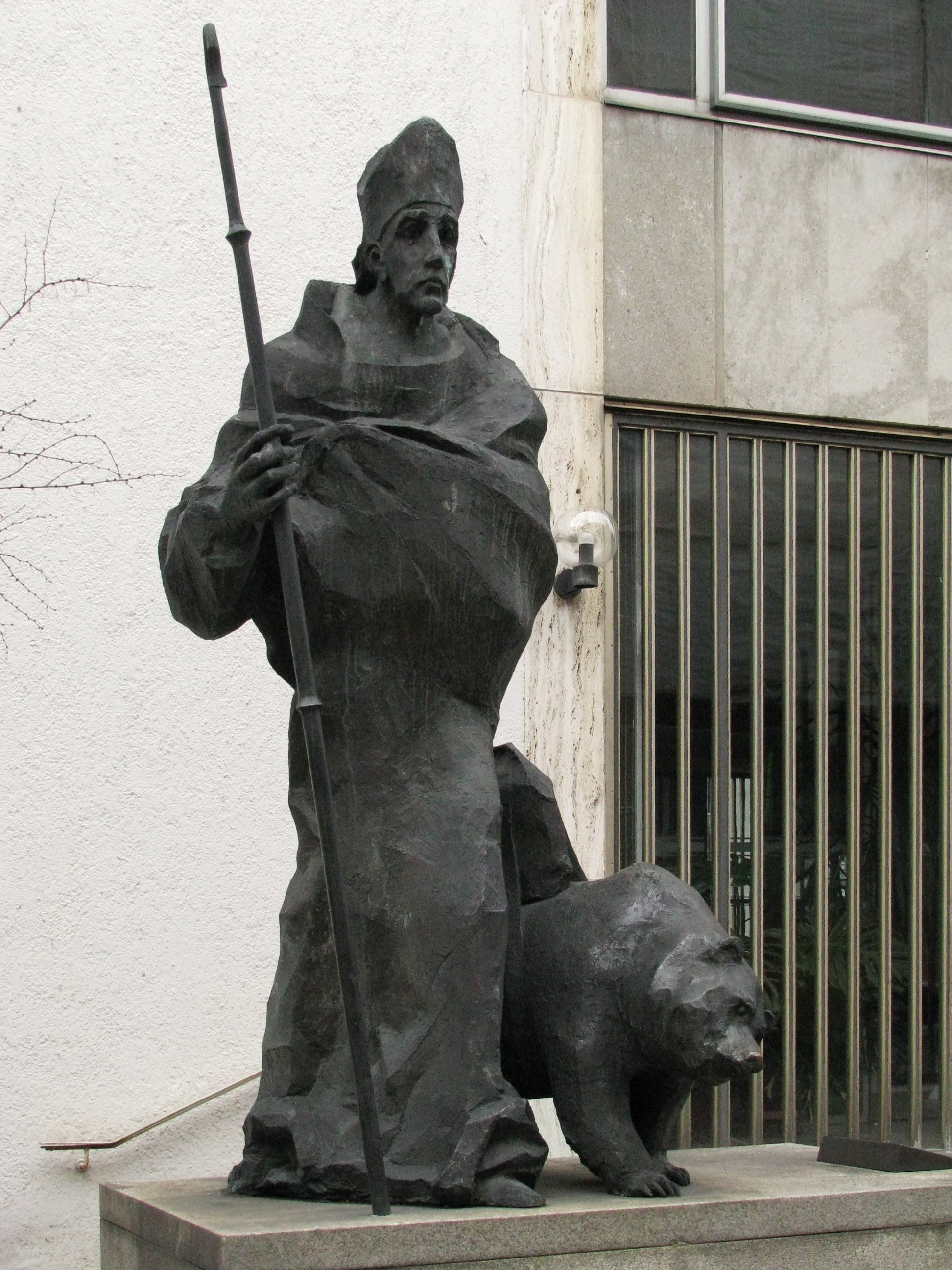
Korbinian vor der Maxburg in München

- Fische-Brunnen, 1963, Balanstraße 73 in München
- Gisela-Brunnen, 1978, Prinzregentenplatz 9 in München
- Alfred-Delp-Denkmal vor St. Georg in München-Bogenhausen sowie Ambo (1972) und Volksaltar (2000) in dieser Kirche
- Ausstattung der Kirche St. Albertus Magnus in Ottobrunn
- Bronzerelief Papst Johannes Pauls II. in der Münchner Frauenkirche
- Volksaltäre in Altötting, Bobingen, Kloster Banz, Kloster Ebrach und Beuron.
- Zelebrationsaltar, Ambo, Vortragekreuz (1987), Bernhard-Lichtenberg-Büste (1992), in der Stadtkirche St. Marien (Hof)
- Ausstattung der Pfarrkirche zur Heiligsten Dreifaltigkeit in Donauwörth-Riedlingen
- Figur des hl. Franziskus vor dem Klinikum Dritter Orden im Münchner Stadtteil Nymphenburg sowie Altar, Ambo, Tabernakel, Kreuzweg, Maria mit dem Jesuskind und die hl. Klara in der Hauskapelle des Klinikums.[2]